# Gelophaula trisulca
Gelophaula trisulca es una especie de polilla tortrícida del género Gelophaula, categorizada en la tribu Archipini, de la subfamilia Tortricinae.
Se atribuye su descripción al entomólogo de origen inglés Edward Meyrick, quien la citó por primera vez en 1916. Aparece registrada en una sección de la publicación Transactions of the New Zealand Institute 48: 414.

## Descripción
El tercio dorsal del ala está teñido de color ferruginoso. Las alas posteriores son de color gris oscuro, con reflejos negruzcos hacia el ápice. Las hembras cuentan con alas anteriores de color ocre-amarillento pálido con dos puntos fucsia oscuro en el disco. Las alas posteriores son de color blanquecino-amarillento manchadas de gris.

## Distribución
La especie se distribuye por Nueva Zelanda, en la zona del paso de Arthur, Alpes del Sur.